# (1578) Kirkwood
(1578) Kirkwood ist ein Asteroid des Hauptgürtels, der am 10. Januar 1951 am Goethe-Link-Observatorium der Indiana University entdeckt wurde.
Der Asteroid ist nach dem US-amerikanischen Astronomen Daniel Kirkwood benannt.